# معضلة أخلاقية
المعضلة الأخلاقية هي التناقض الحاصل بين أمرين أخلاقيين يقتضي اتباع أحدهما انتهاك الآخر. ويحتمل رفع التناقض حلول منها نفي التناقض أصلا واختيار الأمر الأقل ضررا (وبابه نظرية القيمة) وإيجاد حلول بديلة (عقد الصلح مثلا) وإعمال نظرية أخلاقيات الوضعية [الإنجليزية].